# Чуетел Еджиофор
Чу̀етел Ѐджиофор, CBE (на английски: Chiwetel Ejiofor) е английски театрален и филмов актьор, носител на награди „Лорънс Оливие“ и БАФТА, номиниран е за „Оскар“, „Еми“, две награди „Сателит“ и пет награди „Златен глобус“. Известни филми с негово участие са „Амистад“, „Наистина любов“, „Децата на хората“, „12 години в робство“, „Марсианецът“ и други.
Чуетел Еджиофор е офицер на Британската империя от 2008 г. и командор на Британската империя от 2015 г. заради приноса му към драматургията.

## Биография
Чуетел Еджиофор е роден на 10 юли 1977 г. в квартал Форест Гейт, Североизточен Лондон, в семейство на нигерийски емигранти от етническата група игбо. Баща му е лекар, майка му е фармацевт, брат му се занимава с мода, а сестра му Зеин Ашер е кореспондент на CNN.
На единадесетгодишна възраст Чуетел пътува със семейството си до Нигерия за сватбено тържество. След сватбата, докато пътуват към Лагос, претърпяват автомобилна катастрофа, в която загива баща му. Чуетел оцелява с тежки травми и лежи два месеца в болница след инцидента.Получените белези все още се виждат на челото му.
Докато учи в колеж „Далуич“ (Dulwich College Preparatory School), се увлича по актьорството и се присъединява към театър „National Youth“. На деветнадесетгодишна възраст започва да учи в престижната „Лондонска академия за музикално и драматично изкуство“, но напуска само след година, когато получава роля във филма „Амистад“ на Стивън Спилбърг.
Еджиофор има любовна връзка с канадската актриса и модел Сари Мърсър.

## Частична филмография
- 1997 – „Амистад“ (Amistad)
- 1999 – „Точно време по Гринуич“ (G:MT – Greenwich Mean Time)
- 2002 – „Мръсни хубави неща“ (Dirty Pretty Things)
- 2003 – „Наистина любов“ (Love Actually)
- 2004 – „Тя ме мрази“ (She Hate Me)
- 2004 – „Мелинда и Мелинда“ (Melinda and Melinda)
- 2005 – „Тлеещ огън“ (Slow Burn)
- 2005 – „Секси ботуши“ (Kinky Boots)
- 2005 – „Четирима братя“ (Four Brothers)
- 2005 – „Серенити“ (Serenity)
- 2006 – „Човек отвътре“ (Inside Man)
- 2006 – „Децата на хората“ (Children of Men)
- 2007 – „Американски гангстер“ (American Gangster)
- 2008 – „Кървав колан“ (Redbelt)
- 2009 – „2012“
- 2010 – „Агент Солт“ (Salt)
- 2013 – „Савана“ (Savannah)
- 2013 – „Фил Спектър“ (Phil Spector)
- 2013 – „12 години в робство“ (12 Years a Slave)
- 2015 – „Марсианецът“ (The Martian)
- 2015 – „Тайната е в техните очи“ (Secret in Their Eyes)
- 2016 – „Код: 999“ (Triple 9)
- 2016 – „Доктор Стрейндж“ (Doctor Strange)